# Hermanos Menores Descalzos

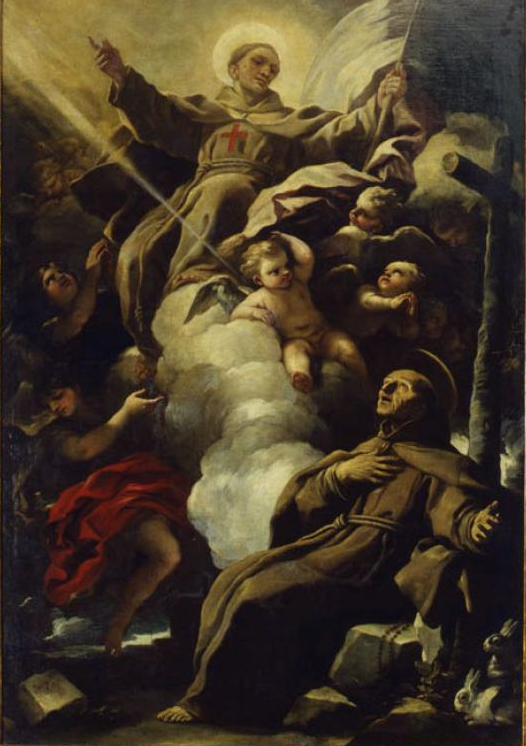
Juan Capistrano aparece a Pedro de Alcántara, pintura de Luca Giordano

La Orden de los Hermanos Menores Descalzos, Orden de los Hermanos Menores Descalzos de la Estricta Observancia (en latín Ordo Fratrum Minorum Discalceatorum o Ordo Fratrum Minorum Strictioris Observantiae Discalceatorum) o, simplemente, franciscanos descalzos o conventuales reformados fue una reforma observante de la orden franciscana, nacida en el seno de los hermanos menores conventuales y paralelamente con el nacimiento en Italia de los hermanos menores reformados, con la intención de incrementar el rigor y la austeridad de la vida conventual a la orden. Se originó en Granada (Corona de Castilla) en 1495, por obra de Juan de Guadalupe, por lo que fueron también conocidos como guadalupanos o guadalupenses, siguiendo los pasos de la reforma de Juan de la Puebla de 1487. Sus miembros utilizaban las siglas O.F.M. Disco. y, más adelante, cuando fueron llamados como alcantarinos por la reforma de san Pedro de Alcántara, también utilizaron las siglas O.F.M. Alc.

## Precedentes
En el marco de las reformas observantes de la orden franciscana, y paralelamente a la aparición de los hermanos menores reformados en Italia, en la provincia de Castilla tuvo lugar una reforma similar con la intención de satisfacer el deseo de muchos frailes franciscanos que querían vivir en todo su rigor y austeridad la regla original de la orden, dando más importancia a la espiritualidad y el ascetismo, además de cultivar también el retiro y la vida eremítica. En este sentido, se había dado la reforma de los villacrecianos, liderada por Pedro de Villacreces (1396).
Juan Gutiérrez de Sotomayor, monje de la Orden de San Jerónimo con el nombre de Juan de la Puebla (1453-1495), practicaba la austeridad y el espíritu de penitencia, pero encontraba que la orden jerónima no le satisfacía en este sentido. Dejó la orden y se hizo franciscano, profesando en Roma. De allí fue al Eremo dei Carceri de Asís como ermitaño, casa que ya formaba parte de la observancia regular franciscana. Pasados siete años en Italia, volvió a Castilla con tres frailes italianos (Andrea da Perugia, Hilario da Todi y Francesco da Bastía), y fundó el convento de Nuestra Señora de los Ángeles en Sierra Morena, siguiendo el modelo de los eremitorios italianos observantes.
No obstante, tampoco encontró satisfactoria la regla de la observancia regular. Quiso unirse a los franciscanos recoletos y, en 1487, se presentó al capítulo observante de Aquitania, donde fue aceptado.
El 25 de marzo de 1487, Inocencio VIII le concedió el breve pontificio Sacrae religionis, con lo que la autorizaba a fundar una nueva custodia en Extremadura, la de Nuestra Señora de los Ángeles, sometida a los Hermanos menores observantes. El capítulo general observante de 1490 le otorgó dos conventos ya fundados por Martín Alfonso de Villaseca. Los estatutos propios fueron aprobados por el general conventual Francesco da Brescia el 22 de diciembre de 1491. La custodia se mantendría siempre dentro de la provincia observante.

## Juan de Guadalupe
Juan de Guadalupe (fallecido en 1506), discípulo y sucesor de Juan de la Puebla, quiso ir más lejos en la estrictísima observancia de la reforma. Consiguió que el capítulo general de la Observancia ultramontana de 1495 aprobara su proyecto de reforma de la Custodia de los Ángeles. Un año después viajó a Roma y puso su reforma bajo la autoridad directa del ministro general conventual, Francesco da Brescia. El 25 de septiembre de 1496, Alejandro VI aprobó el cambio de jurisdicción, desvinculando la custodia de la Observancia y autorizando que Juan de Guadalupe se retirara con algunos compañeros a Granada para seguir el evangelio y la regla franciscana con todo su rigor.
La mayor austeridad de la manera de vivir se vio acompañada de un cambio en el hábito, que era más corto y con parches, los pies descalzos y sin sandalias, y una capucha alargada y puntiaguda, a la manera de los primeros franciscanos. Por eso recibieron los nombres de «descalzos», en Castilla, y «del capucho» (de la capucha) en Portugal.
En 1499 el papa aprobó los privilegios de la reforma y la autorizó a admitir frailes franciscanos conventuales; en 1502, sin embargo, el vicario observante, con el apoyo de los Reyes Católicos, obtuvo que los descalzos no pudieran recibir nuevos hermanos y que tuvieran que retornar algunos conventos a los observantes: la custodia de los Ángeles fue devuelta a la custodia provincial observante de Santiago. Juan de Figueroa, sucesor de Juan de Guadalupe al frente de la custodia, tuvo que refugiarse en Portugal. Desde allí consiguió que Julio II le concediera en 1503 el privilegio de estar bajo la jurisdicción directa "del ministro general, y de no estar sujeto a de otros".
Después del capítulo "generalísimo" de 1506, en Roma, que fracasó en el intento de reunificar las órdenes franciscanas reformadas, y ante la orden dada por Roma de unirse a una de las dos familias franciscanas, los franciscanos descalzos optaron por someterse a la orden franciscana conventual, de la cual serían una custodia autónoma. No obstante, los observantes consiguieron que, en 1508, los descalzos fueran obligados a ponerse bajo la jurisdicción observante o abandonar la península ibérica. Juan de Guadalupe consiguió de nuevo salir adelante con su reforma, y el breve Sanctae mutantis Ecclesiae de Alejandro VI le permite formar la Custodia de Extremadura en 1514.
La bula Ite Vos de 1517 dividió definitivamente la orden franciscana entre Hermanos menores de la regular observancia y Hermanos menores conventuales, con ministros generales diferentes. La custodia descalza quedó incorporada, de nuevo, a la obediencia observante, transformándolas en las nuevas provincias observantes de San Gabriel (Extremadura, 1520; hoy Iglesia de la Concepción entre las calles San Juan y San Gabriel en Badajoz) y La Piedad (Portugal, 1518).
No obstante, los descalzos continuaron luchando por volver a ser autónomos y separarse tanto de los observantes como de los conventuales.

## Juan Pascual
De forma similar, en 1517 el fraile descalzo Juan Pascual, antes que pasar a depender de los observantes se pasó a los hermanos menores conventuales y más tarde obtuvo el permiso del ministro general para recibir en su compañía todos los conventuales que, como él, quisieran seguir un tipo de vida más austero. Fundó así la reforma de los «franciscanos conventuales reformados» (no confundir con los coletinos o conventuales reformados franceses), con un eremitorio en Galicia, pero no tuvo el éxito esperado.
A partir de 1541, un breve pontificio le permitió recibir también franciscanos observantes y miembros de otras órdenes: entonces la reforma empezó a tener seguidores y en poco tiempo pudo tener cuatro casas, habitadas por religiosos descalzos procedentes de la provincia de San Gabriel, en la Custodia de los Santos Simón y Judas, o de los pascualitas, que sería abolida en 1583. Cuando Juan Pascual murió en 1553, parte de los conventos reformados formaron en 1559 la custodia conventual de San José.

## Pedro de Alcántara

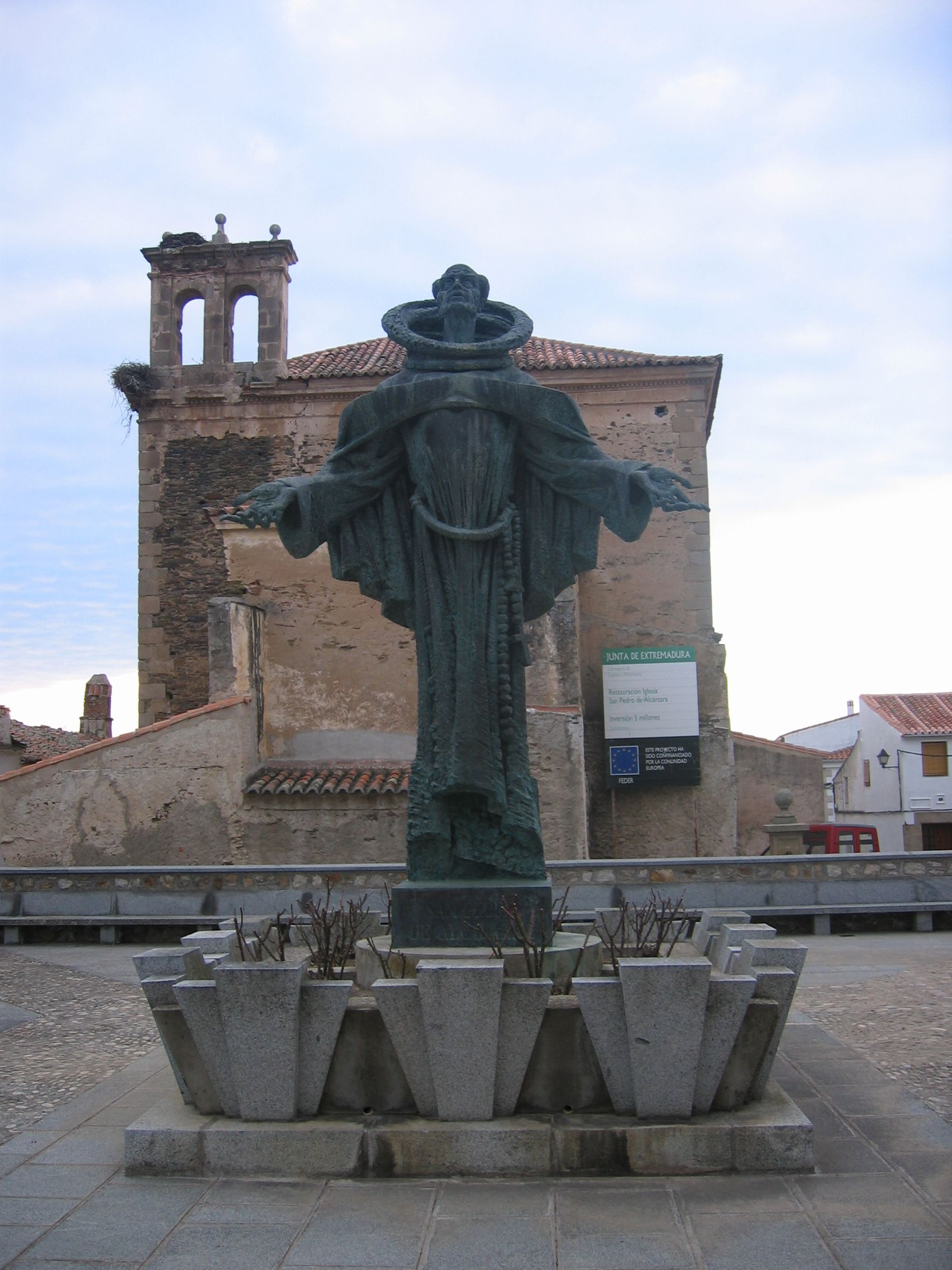
Monumento a San Pedro de Alcántara de José Navarro Gabaldón, en Alcántara.

En Portugal, mientras tanto, fray Martín de Benavides (fallecido en 1546), inició en 1539 una austerísima Custodia de la Arrábida, dirigida por el descalzo Pedro de Alcántara entre 1542 y 1544. Éste, ex-provincial de la custodia descalza de San Gabriel, entró en los conventuales en 1557. El ministro general conventual lo nombró más tarde comisario general de los conventuales reformados.
Alcántara, después canonizado, fundó el eremitorio de Pedroso, con unas reglas de una austeridad extrema: prohibió el calzado, el consumo de carne y las bibliotecas, yendo más allá, seguramente, de las intenciones del mismo san Francisco de Asís. En el capítulo de El Palancar del 2 de febrero de 1561, convirtió la custodia en provincia, dependiente del general conventual.
En 1563, sin embargo, ya muerto Pedro de Alcántara, Pío IV, que había sido presionado por los observantes, obligó los descalzos, nombrados alcantarinos en Extremadura y Portugal a someterse a la autoridad del ministro general observante, a pesar de conservar los estatus y hábito propios. En 1572 reciben por primera vez, en los documentos papales, la denominación de Discalceati o Excalceati (descalzos) y en 1578 son llamados Fratres Capucini de Observantia (frailes capuchinos de la observancia).
Los alcantarinos recibieron el apoyo de nuevas concesiones pontificias y se extendió rápidamente para toda España y sus virreinatos. La provincia de San José se hizo cargo de las misiones a las Filipinas. En 1578, Gregorio XIII prohibió al ministro general observante intervenir en los asuntos internos de la provincia descalza y autorizaba los observantes a hacerse descalzos. Daba así en los alcantarinos una autonomía de facto. Las otras provincias descalzas, La Arrábida, la Piedad y San Gabriel, siguieron el ejemplo de la de San José.
Siguiendo al modelo de los agustinos recoletos y las carmelitas descalzas, consiguieron tener un vicario general propio, como también el derecho a celebrar capítulos generales. El decreto pontificio, sin embargo, no tuvo efecto, ya que la mayoría de franciscanos descalzos se contentó con tener un procurador general en Roma y otro en Madrid. En 1621 obtuvieron de Gregorio XV un vicario general casi independiente, con derecho definitorio en capítulo.
Tres años después, Urbano VIII intentó en vano anular estas concesiones, pero en 1642 uniformó todas las provincias descalzas con unas constituciones propias diferentes a las observantes. Además, los eximía de la autoridad del comisario general de la Observancia ultramontana, quedando directamente bajo la jurisdicción del ministro general observante.
La reforma descalza o alcantarina se propagó para toda España, Portugal, América, Filipinas y en el Reino de Nápoles (desde 1589), bajo dominio español, además de fundar una casa en la Toscana y otra en Londres. En 1703 tuvieron un procurador general propio, que fue elegido, por turnos, entre los descalzos y los franciscanos recoletos. Nunca tuvieron estatutos generales, sino específicos para cada provincia: los estatutos generales que se prepararon en 1761 fueron rechazados por las provincias.
Como el resto de ramas observantes, fue suprimida en 1897 por León XIII, pasando sus miembros y conventos a formar, con los franciscanos observantes, los recoletos y los reformados, la Orden de hermanos menores.